# Carnia
Carnia — рід грибів. Назва вперше опублікована 1960 року.

## Класифікація
До роду Carnia відносять 1 вид:
- Carnia tabebuiae